# Rino (Vorname)
Rino ist ein italienischer männlicher Vorname.

## Namensträger
- Rino Albertarelli (1908–1974), italienischer Comiczeichner
- Rino Benedetti (1928–2002), italienischer Radrennfahrer
- Rino Carlesi (1922–1999), italienischer Geistlicher, Bischof von Balsas
- Rino De Maria (* 1982), italienischer Liedermacher
- Rino Di Silvestro (1932–2009), italienischer Filmregisseur und Drehbuchautor
- Rino Fisichella (* 1951), römisch-katholischer Theologe und Kurienerzbischof
- Rino Formica (* 1927), italienischer Politiker
- Rino Corso Fougier (1894–1963), italienischer Luftwaffenoffizier
- Rino Gaetano (1950–1981), italienischer Liedermacher
- Rino Galiano (* 1975), deutscher Theaterschauspieler und Musiker
- Rino Marchesi (* 1937), ehemaliger italienischer Fußballspieler und -trainer
- Rino Mathis (* 1972), Schweizer Pokerspieler
- Rino Passigato (* 1944), italienischer Geistlicher und vatikanischer Diplomat
- Rino Rappuoli (* 1952), italienischer Mediziner
- Rino Romano (* 1969), kanadischer Schauspieler und Synchronsprecher
- Rino Tami (Arturo Tami; 1908–1994), Schweizer Architekt
- Rino Vernizzi (1946–2022), italienischer Fagottist
- Rino Zampilli (* 1984), italienischer Straßenradrennfahrer